# اشاره‌گر (فیلم ۱۹۳۹)
اشاره‌گر (به زبان انگلیسی: The Pointer) یک فیلم کوتاه انیمیشن آمریکایی با شرکت شخصیت‌های کارتونی میکی ماوس و پلوتو محصول سال ۱۹۳۹ است که توسط استودیو انیمیشن والت دیزنی و آر.ک.ئو در ۲۱ ژوئیه ۱۹۳۹ منتشر شد.
این فیلم کوتاه به کارگردانی کلاید جرونیمی و انیماتورهای آن، فرد مور ، فرانک توماس ، لین کارپ ، سیموس کاله ، اولی جانستون ، پرستون بلر ، لستر نوروی ، جان لونسبری ، کلود اسمیتا ، آرت پالمر و جاش میادور می‌باشند. این اثر در سال ۱۹۴۰ برای دریافت جایزه اسکار بهترین فیلم کوتاه (کارتون) نامزد شد. 